# Adjoa Bayor
Adjoa Bayor, née le 17 mai 1979 à Accra, est une footballeuse internationale ghanéenne évoluant au milieu de terrain.

## Carrière

### Carrière en club
Adjoa Bayor joue au club de Cape Coast des Ghatel Ladies jusqu'en 2001, partant aux États-Unis aux Colonials de Robert Morris. Elle quitte le club américain à la fin de l'année 2003, ayant des difficultés à associer football et études.
Elle évolue au FC Indiana, en Women's Premier Soccer League, en 2006 et en 2007, retourne aux Ghatel Ladies puis joue en Allemagne au FF USV Iéna de 2009 à 2011.
Au printemps 2011, elle retourne au FC Indiana.
Elle rejoint en août 2015 le Bollstanäs SK (sv) en Suède.

### Carrière en sélection
Avec l'équipe du Ghana, Adjoa Bayor est finaliste du Championnat d'Afrique 1998. Elle dispute la Coupe du monde 1999 ; elle est titulaire lors des trois matchs de la phase de groupe qui voit le Ghana terminer à la dernière place du groupe D. Elle termine troisième du Championnat d'Afrique 2000, inscrivant trois buts ; l'un en phase de groupes contre le Maroc, et les deux autres dans le match pour la troisième place contre le Zimbabwe.
Au Championnat d'Afrique 2002, le Ghana perd en finale contre le Nigeria ; Adjoa Bayor marque le but décisif à la dernière minute de la prolongation de la demi-finale contre le Cameroun. Elle dispute la Coupe du monde 2003 ; elle est titulaire lors des trois matchs de la phase de groupe qui voit le Ghana terminer à la troisième place du groupe D.
Au Championnat d'Afrique 2004, le Ghana termine à la troisième place ; Adjoa Bayor inscrit un but en phase de groupes contre le Zimbabwe. Elle est ensuite finaliste du Championnat d'Afrique 2006.
Le 21 avril 2007, elle est sélectionnée dans l'équipe All Stars de la FIFA pour affronter l'équipe de Chine à Wuhan dans le cadre du tirage au sort de la Coupe du monde.
Adjoa Bayor est la capitaine de la sélection ghanéenne à la Coupe du monde 2007 ; elle est titulaire lors des trois matchs de la phase de groupe qui voit le Ghana terminer à la dernière place du groupe C, marquant un but contre la Norvège.
Elle dispute également le Championnat d'Afrique 2010 qui voit le Ghana terminer troisième du groupe B ; elle joue les trois matchs de groupe en tant que remplaçante. Elle prend sa retraite internationale après cette compétition, avec plus de 70 sélections au compteur.

## Palmarès

### Palmarès en sélection
- Avec l'équipe du Ghana féminine de football
  - Finaliste du Championnat d'Afrique en 1998, 2002 et 2006.
  - Troisième du Championnat d'Afrique en 2000 et 2004.

### Palmarès en club
- Avec le FC Indiana
  - Vainqueur de la Women's Premier Soccer League en 2007

### Distinctions individuelles
- Footballeuse africaine de l'année en 2003[1]